# チェザーレ・バルボ
チェザーレ・バルボ（イタリア語: Cesare Balbo, 1789年11月12日 - 1853年6月3日）は、イタリアのイタリア統一運動時代の政治家、作家、歴史家、愛国者である。サルデーニャ王国首相を務めた。革命よりも改革を目指す穏健派の人物で、オーストリア帝国からのイタリアの独立を最優先課題とした。

## 生涯

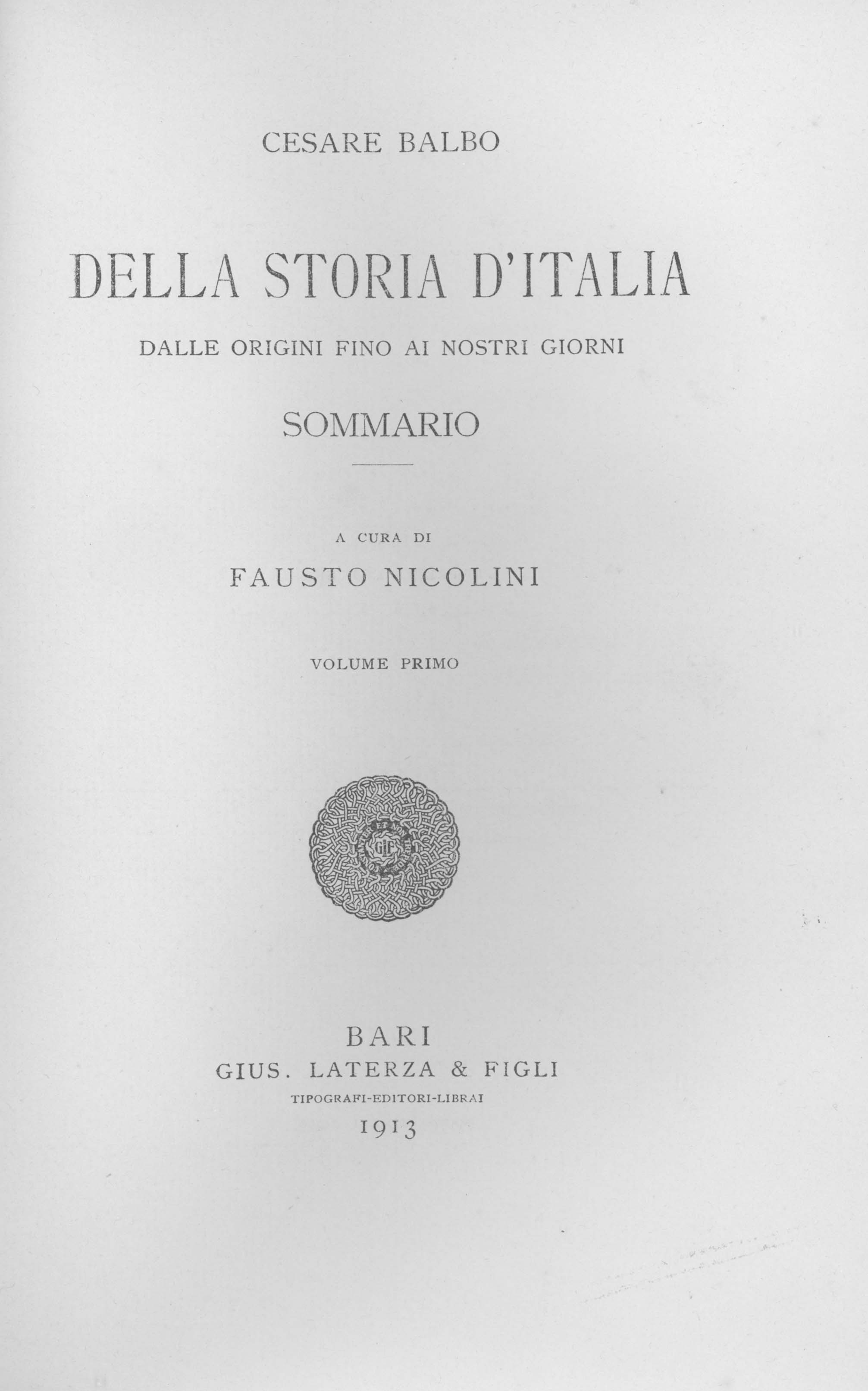
『イタリアの起源から現在までの歴史』イタリア語版　1913年出版

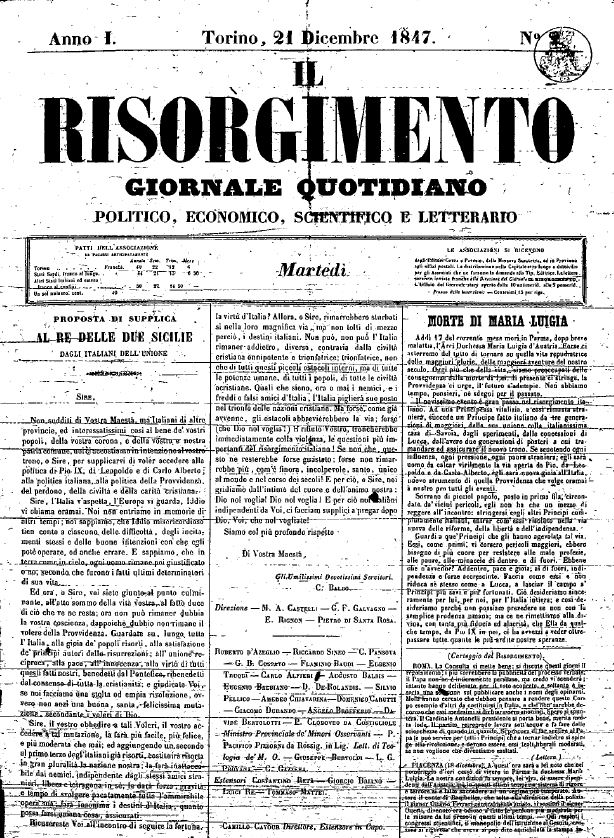
イル＝リソルジメント創刊号の表紙

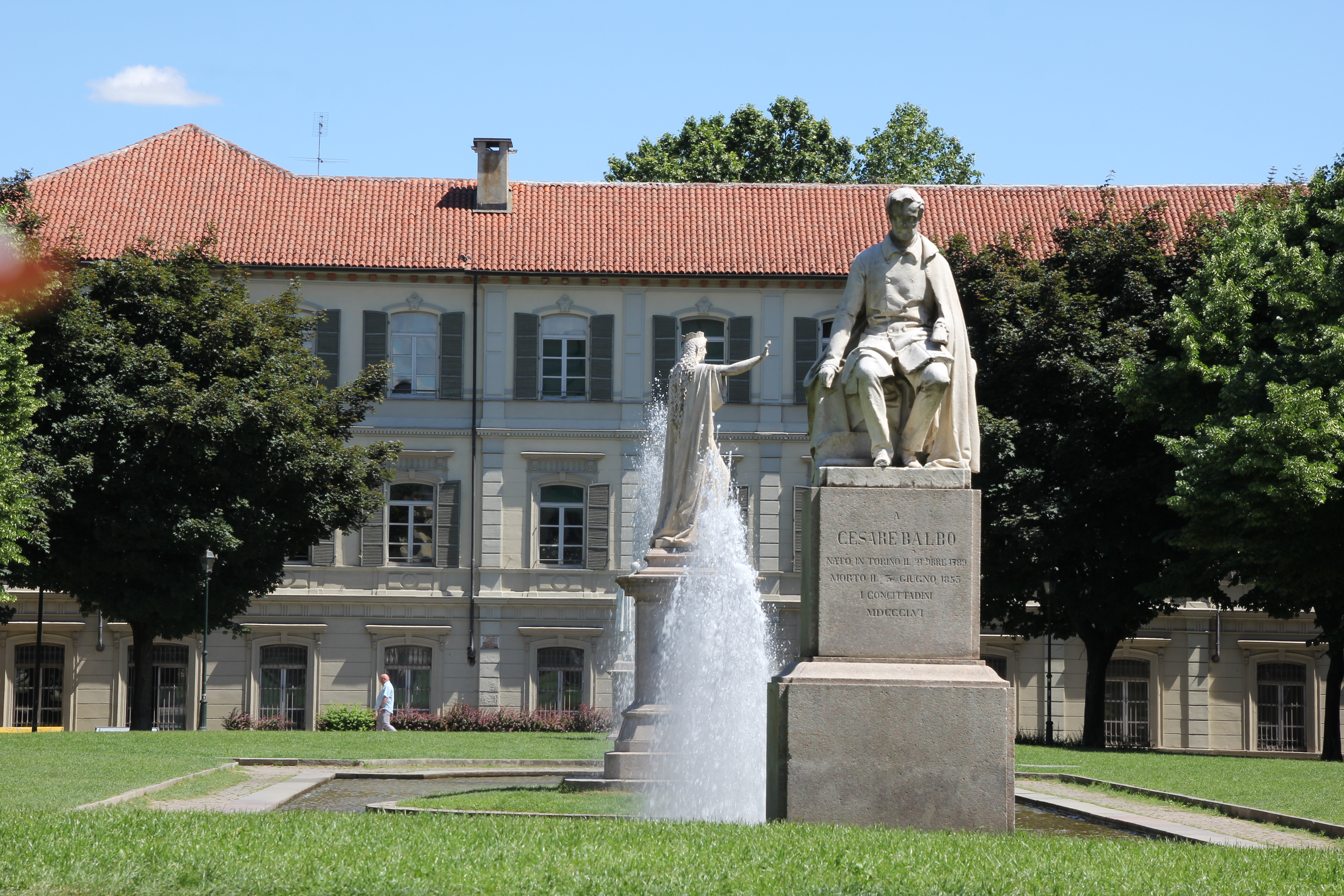
トリノのチェザーレ・バルボ像

チェザーレ・バルボは1789年11月12日、トリノの高貴な家に生まれた。父のプロスペロ・バルボ（イタリア語: Prospero Balbo）は、チェザーレ・バルボの出生時にはサルデーニャ王国の首都トリノの市長を務めていた。母のエンリケ・タパレッリ・ダゼグリオ（イタリア語: Enrichetta Taparelli d'Azeglio）は、バルボが3歳の時に死亡している。
1798年、母親が死亡して以降曾祖母に養われていたバルボは、イタリアを出てパリにいた父プロスペロの下で暮らし始め、1808年から1814年にかけてはナポレオン・ボナパルトに仕えていた父に同行しフィレンツェ、ローマ、パリ、イリュリアなど各地を転々とした。またバルボ自身もトスカーナ大公国では要職に任命された。その間、バルボは自由主義や啓蒙主義などの考えに触れ、またブルジョワや貴族などとの交流を経て経済的な結びつきを手に入れると、次第にイタリア統一の思想に傾倒していき、連邦制による緩やかなイタリア統一を標榜するようになる。
ウィーン体制成立後、バルボは高貴な生まれであったことから政界に入るが、イタリア統一を標榜しつつも王政や立憲君主制ではなく連邦制を支持したことから、サルデーニャ国王のカルロ・アルベルトと対立。また教皇庁がイタリア統一において最大の障壁となると論じたことから、教皇による統一と支配を望むヴィンチェンツォ・ジョベルティとも意見を異にし、その結果1821年から1847年にかけてはカルボナリとの関係も指摘されて政界から追放され一時的に亡命したのち、作家・歴史家として活躍していた。1844年に出版された『イタリアの希望』（『Le speranze d'Italia』）は、イタリアが統一されず大国によって支配されている限りイタリアの道徳的優位性は主張できないと論じたもので、ヴィンチェンツォ・ジョベルティの意見を批判するものであった。1846年にはイタリア半島を一つの地域として捉え歴史を叙述した『イタリアの起源から現在までの歴史』（『Storia d'Italia dalle origini fino ai nostri giorni』）を出版し、イタリアという共通の地域的アイデンティティを主張した。これら二つの著書は、イタリア統一に大きな影響を齎した。また1847年には、カミッロ・カヴールとともに日刊政治新聞『イル＝リソルジメント』を創刊し、またヴィンチェンツォ・ ジョベルティなどとともにイタリア諸邦による関税同盟などを訴えた。
バルボは革命ではなく改革を目指す「穏健派」の一人であり、アルベルト憲法の起草など着実にサルデーニャ王国では改革が進んでいくと、『イタリアの希望』などいくつかの著作が評価されていたため穏健派の中心人物となった。そしてサルデーニャ王国の初代首相に選出され、1848年3月18日に就任する。しかしミラノの5日間によって成立したロンバルディア臨時政府の首班ガブリオ・カザーティは、ロンバルディアのサルデーニャ王国併合を取りまとめるなどの手腕を発揮し第一次イタリア独立戦争で中心的な人物となっていく。また、国力が乏しいうちから対オーストリア帝国戦争に踏み切った国王のカルロ・アルベルトとは対立を深めた。そのことからバルボは初代首相になってからわずか131日後の7月27日に退陣し、ガブリオ・カザーティにその席を譲った。
その後は政界に留まるも目立った活躍は無く、一方で作家や歴史家としては晩年まで精力的に活動を続けた。しかしイタリア統一を見る事はなく1853年6月3日にトリノで死亡した。